# Gran Premio di Germania 2008
Il Gran Premio di Germania 2008 si è svolto sul circuito Hockenheimring ad Hockenheim il 20 luglio 2008.

## Vigilia
Si ritorna a gareggiare in questa pista dopo un anno di assenza con la classifica piloti molto incerta, con ben quattro piloti nel giro di 2 punti.
Inoltre c'è stata la conferma del passaggio di Sebastian Vettel dalla scuderia Toro Rosso alla Red Bull nella prossima stagione di Formula 1.

## Prove
Nella prima sessione del venerdì, si è avuta questa situazione:
| Pos | Nome              | Squadra/Motore   | Tempo    |
| --- | ----------------- | ---------------- | -------- |
| 1   | Lewis Hamilton    | McLaren-Mercedes | 1:15.537 |
| 2   | Heikki Kovalainen | McLaren-Mercedes | 1:15.666 |
| 3   | Felipe Massa      | Ferrari          | 1:15.796 |

Nella seconda sessione del venerdì, si è avuta questa situazione:
| Pos | Nome           | Squadra/Motore   | Tempo    |
| --- | -------------- | ---------------- | -------- |
| 1   | Lewis Hamilton | McLaren-Mercedes | 1:15.025 |
| 2   | Felipe Massa   | Ferrari          | 1:15.722 |
| 3   | Kimi Räikkönen | Ferrari          | 1:15.760 |

Nella sessione del sabato mattina, si è avuta questa situazione:
| Pos | Nome              | Squadra/Motore   | Tempo    |
| --- | ----------------- | ---------------- | -------- |
| 1   | Heikki Kovalainen | McLaren-Mercedes | 1:15.621 |
| 2   | Felipe Massa      | Ferrari          | 1:15.693 |
| 3   | Lewis Hamilton    | McLaren-Mercedes | 1:15.839 |

## Qualifiche
Nella sessione di qualificazione, si è avuta questa situazione:
| Pos | N  | Pilota               | Costruttore/Motore  | Q 1      | Q 2      | Q 3      | Griglia |
| --- | -- | -------------------- | ------------------- | -------- | -------- | -------- | ------- |
| 1   | 22 | Lewis Hamilton       | McLaren-Mercedes    | 1:15.218 | 1:14.603 | 1:15.666 | 1       |
| 2   | 2  | Felipe Massa         | Ferrari             | 1:14.921 | 1:14.747 | 1:15.859 | 2       |
| 3   | 23 | Heikki Kovalainen    | McLaren-Mercedes    | 1:15.476 | 1:14.855 | 1:16.143 | 3       |
| 4   | 11 | Jarno Trulli         | Toyota              | 1:15.560 | 1:15.122 | 1:16.191 | 4       |
| 5   | 5  | Fernando Alonso      | Renault             | 1:15.917 | 1:14.943 | 1:16.385 | 5       |
| 6   | 1  | Kimi Räikkönen       | Ferrari             | 1:15.201 | 1:14.949 | 1:16.389 | 6       |
| 7   | 4  | Robert Kubica        | BMW Sauber          | 1:15.985 | 1:15.109 | 1:16.521 | 7       |
| 8   | 10 | Mark Webber          | Red Bull-Renault    | 1:15.900 | 1:15.481 | 1:17.014 | 8       |
| 9   | 15 | Sebastian Vettel     | Toro Rosso-Ferrari  | 1:15.532 | 1:15.420 | 1:17.244 | 9       |
| 10  | 9  | David Coulthard      | Red Bull-Renault    | 1:15.975 | 1:15.338 | 1:17.503 | 10      |
| 11  | 12 | Timo Glock           | Toyota              | 1:15.560 | 1:15.508 |          | 11      |
| 12  | 3  | Nick Heidfeld        | BMW Sauber          | 1:15.596 | 1:15.581 |          | 12      |
| 13  | 7  | Nico Rosberg         | Williams-Toyota     | 1:15.863 | 1:15.633 |          | 13      |
| 14  | 16 | Jenson Button        | Honda               | 1:15.993 | 1:15.701 |          | 14      |
| 15  | 14 | Sébastien Bourdais   | Toro Rosso-Ferrari  | 1:15.927 | 1:15.858 |          | 15      |
| 16  | 8  | Kazuki Nakajima      | Williams-Toyota     | 1:16.083 |          |          | 16      |
| 17  | 6  | Nelson Piquet Jr.    | Renault             | 1:16.189 |          |          | 17      |
| 18  | 17 | Rubens Barrichello   | Honda               | 1:16.246 |          |          | 18      |
| 19  | 20 | Adrian Sutil         | Force India-Ferrari | 1:16.657 |          |          | 19      |
| 20  | 21 | Giancarlo Fisichella | Force India-Ferrari | 1:16.963 |          |          | 20      |

## Gara
È la giornata di Lewis Hamilton: dopo aver realizzato la pole nelle qualifiche, l'inglese della McLaren vince autorevolmente rimediando anche ad un errore di strategia della squadra. Alla partenza Massa insidia subito Hamilton, ma l'inglese resiste e va in fuga, tenendo un ritmo inavvicinabile per chiunque. Anche Heikki Kovalainen attacca con decisione Massa, ma il brasiliano si difende bene. Robert Kubica è autore di un grande primo giro: da settimo si porta quarto, sorpassando Kimi Räikkönen alla prima curva e Fernando Alonso e Jarno Trulli, che erano in lotta per la quarta posizione, al tornantino. Al 4º giro Räikkönen sorpassa Alonso, dopo che questi aveva provato ad attaccare Trulli, e si porta in sesta posizione. Hamilton allunga ad un ritmo insostenibile per Massa, fino ad avere 11” di vantaggio quando, al 18º giro va ai box aprendo la tornata di rifornimenti; in questa fase Räikkönen riesce a passare Trulli fermandosi tre giri dopo.
Le prime cinque posizioni sembrano cristallizzate ma, al 36º giro, accade l'episodio che cambia improvvisamente la gara; la sospensione posteriore destra della Toyota di Timo Glock, risalito all’ottavo posto, cede proprio all'ingresso del rettilineo di partenza e la vettura si schianta contro il muretto dei box, spargendo detriti ovunque; il pilota sembra in buone condizioni ma viene comunque portato in ospedale per accertamenti. È d'obbligo l'ingresso della safety-car: vengono così azzerati tutti i distacchi. Al 38º giro viene aperta la pit-lane e quasi tutti si fermano per rifornire, tranne Hamilton ed Heidfeld, che ora guidano la corsa. Alle loro spalle c’e il sorprendente Piquet che aveva effettuato il suo unico stop appena prima della safety car e potrà quindi andare fino in fondo. Dietro al brasiliano, sono Massa, Kubica, Kovalainen, Trulli, Vettel e Alonso. Räikkönen è precipitato al decimo posto, dopo essere rimasto fermo a lungo. La gara riprende soltanto al 41º giro con Hamilton sempre in testa, che cerca di ricostruire il margine sugli inseguitori. Al 43º giro Kovalainen scavalca Kubica con una bella manovra davanti alla tribuna Mercedes, mentre Räikkönen risale al settimo posto, passando i tre che lo precedevano nel breve volgere di qualche tornata.
Al 50º giro Hamilton deve fermarsi per rifornire e rientra alle spalle di Kovalainen che passa nel giro successivo. Nelson Piquet Jr. allunga sorprendentemente su Felipe Massa che sembra non avere ritmo.
Heidfeld realizza il record della gara (1:15:987) e al giro successivo rientra ai box, posizionandosi alle spalle di Massa, quindi ottimo quarto. Ora in testa c'è Nelson Piquet Jr.. Hamilton però è scatenato: in tre giri raggiunge Massa e lo passa all’hairpin con una manovra agevolata dalla porta lasciata aperta dal brasiliano. Come un fulmine Hamilton raggiunge Piquet e al 60º giro lo passa sempre al tornantino. Nel stesso momento Räikkönen sorpassa Kubica dopo un lungo assedio. La situazione non cambia più. Vince Hamilton, che ottiene l'ottava vittoria in carriera, la quarta stagionale e seconda consecutiva, riportando la McLaren-Mercedes alla vittoria ad Hockenheim 10 anni dopo quella ottenuta da Mika Häkkinen.
Splendida (e fortunosa) la gara di Nelson Piquet Jr., che ottiene un secondo posto insperato (salvando probabilmente anche il suo posto in Renault). Terzo Massa, che non è mai stato realmente in lotta per la vittoria. Quarto un ottimo Nick Heidfeld, partito dodicesimo. Quinto un impalpabile Kovalainen, che, come da copione, in gara non concretizza quanto di buono mostra in qualifica. Sesto Räikkönen, sfortunato ai box ma competitivo solo nelle ultime tornate. Settimo un Kubica in difficoltà per tutto il weekend. Ottavo un grandissimo Sebastian Vettel (un giovane di cui certamente sentiremo parlare), che ha preceduto un deludente Jarno Trulli.
In classifica piloti Hamilton va in testa con 58 punti, seguito da Massa a 54 e Räikkönen a 51. In classifica costruttori la Ferrari supera il muro dei 100 punti: 105 Ferrari, 89 BMW, 86 McLaren.

### Classifica
I risultati del GP sono stati i seguenti:
| Pos | N  | Pilota               | Costruttore/Motore  | Giri | Tempo/Ritiro               | Griglia | Punti |
| --- | -- | -------------------- | ------------------- | ---- | -------------------------- | ------- | ----- |
| 1   | 22 | Lewis Hamilton       | McLaren-Mercedes    | 67   | 1:31:20.874                | 1       | 10    |
| 2   | 6  | Nelson Piquet Jr.    | Renault             | 67   | +5.586                     | 17      | 8     |
| 3   | 2  | Felipe Massa         | Ferrari             | 67   | +9.339                     | 2       | 6     |
| 4   | 3  | Nick Heidfeld        | BMW Sauber          | 67   | +9.825                     | 12      | 5     |
| 5   | 23 | Heikki Kovalainen    | McLaren-Mercedes    | 67   | +12.411                    | 3       | 4     |
| 6   | 1  | Kimi Räikkönen       | Ferrari             | 67   | +14.403                    | 6       | 3     |
| 7   | 4  | Robert Kubica        | BMW Sauber          | 67   | +22.682                    | 7       | 2     |
| 8   | 15 | Sebastian Vettel     | Toro Rosso-Ferrari  | 67   | +33.299                    | 9       | 1     |
| 9   | 11 | Jarno Trulli         | Toyota              | 67   | +37.158                    | 4       |       |
| 10  | 7  | Nico Rosberg         | Williams-Toyota     | 67   | +37.625                    | 13      |       |
| 11  | 5  | Fernando Alonso      | Renault             | 67   | +38.600                    | 5       |       |
| 12  | 14 | Sébastien Bourdais   | Toro Rosso-Ferrari  | 67   | +39.111                    | 15      |       |
| 13  | 9  | David Coulthard      | Red Bull-Renault    | 67   | +54.971                    | 10      |       |
| 14  | 8  | Kazuki Nakajima      | Williams-Toyota     | 67   | +1:00.003                  | 16      |       |
| 15  | 20 | Adrian Sutil         | Force India-Ferrari | 67   | +1:09.488                  | 19      |       |
| 16  | 21 | Giancarlo Fisichella | Force India-Ferrari | 67   | +1:24.093*                 | 20      |       |
| 17  | 16 | Jenson Button        | Honda               | 66   | +1 giro                    | 14      |       |
| Rit | 17 | Rubens Barrichello   | Honda               | 51   | Collisione con D.Coulthard | 18      |       |
| Rit | 10 | Mark Webber          | Red Bull-Renault    | 40   | Motore                     | 8       |       |
| Rit | 12 | Timo Glock           | Toyota              | 36   | Incidente                  | 11      |       |

* Giancarlo Fisichella è stato penalizzato di 25 secondi per entrata nei box durante il regime di safety car.

## Classifiche Mondiali

### Piloti
| Pos | Pilota             | Punti |
| --- | ------------------ | ----- |
| 1   | Lewis Hamilton     | 58    |
| 2   | Felipe Massa       | 54    |
| 3   | Kimi Räikkönen     | 51    |
| 4   | Robert Kubica      | 48    |
| 5   | Nick Heidfeld      | 41    |
| 6   | Heikki Kovalainen  | 28    |
| 7   | Jarno Trulli       | 20    |
| 8   | Mark Webber        | 18    |
| 9   | Fernando Alonso    | 13    |
| 10  | Rubens Barrichello | 11    |
| 11  | Nelson Piquet Jr.  | 10    |
| 12  | Nico Rosberg       | 8     |
| 13  | Kazuki Nakajima    | 8     |
| 14  | David Coulthard    | 6     |
| 15  | Sebastian Vettel   | 6     |
| 16  | Timo Glock         | 5     |
| 17  | Jenson Button      | 3     |
| 18  | Sébastien Bourdais | 2     |

### Costruttori
| Pos | Team             | Punti |
| --- | ---------------- | ----- |
| 1   | Ferrari          | 105   |
| 2   | BMW Sauber       | 89    |
| 3   | McLaren-Mercedes | 86    |
| 4   | Toyota           | 25    |
| 5   | RBR-Renault      | 24    |
| 6   | Renault          | 23    |
| 7   | Williams-Toyota  | 16    |
| 8   | Honda            | 14    |
| 9   | STR-Ferrari      | 8     |